# Avenue Jean-Rieux
L'avenue Jean-Rieux (en occitan : avenguda Joan Rius) est une voie de Toulouse, chef-lieu de la région Occitanie, dans le Midi de la France.

## Situation et accès

### Description
L'avenue Jean-Rieux est une voie publique. Elle traverse le quartier de la Côte Pavée, puis les quartiers du Pont-des-Demoiselles et de La Terrasse.
La chaussée compte une voie de circulation automobile dans chaque sens. Il existe, entre le port Saint-Sauveur et la rue du Chant-du-Merle seulement, une bande cyclable dans le sens montant.

### Voies rencontrées
L'avenue Jean-Rieux rencontre les voies suivantes, dans l'ordre des numéros croissants (« g » indique que la rue se situe à gauche, « d » à droite) :
1. Port Saint-Étienne (g)
2. Port Saint-Sauveur (d)
3. Rue Bernard-Mulé (d)
4. Rue Ambroise-Frédeau (g)
5. Rue Louis-Vitet (d)
6. Rue Pierre-Larousse (d)
7. Rue Périssé (g)
8. Rue du Chant-du-Merle (d)
9. Rue Henri-Lanfant (g)
10. Impasse Saint-Félix (d)
11. Rue René-Vaïsse (d)
12. Rue Lucien-Cassagne (g)
13. Rue Saint-Éloi (d)
14. Rue Belle-Paule (g)
15. Rue Sirol (g)
16. Rue Beauséjour (g)
17. Rue Raspail (d)
18. Avenue Armand-Leygue (d)
19. Rue de Limayrac (g)
20. Rue Pradal (d)
21. Rue Dieudonné-Costes (g)
22. Rue Beau-Soleil (g)
23. Rue Jean-Baptiste-Noulet (d)
24. Boulevard Deltour (g)
25. Rue du Docteur-Charles-Bonneau (d)
26. Rue du Docteur-Jean-Arlaud (g)
27. Rue Jacques-Bénigne-Bossuet (d)
28. Rue Barrau (d)
29. Avenue André-Bousquairol (d)
30. Avenue des Glaïeuls (d)
31. Rue Jean-Martin-Charcot (d)
32. Rue des Narcisses (g)
33. Rue du Commandant-L'Herminier (d)
34. Avenue de Courrèges (d)
35. Avenue de Savoie (g)
36. Avenue Paul-Langevin (d)
37. Rue du Val-d'Aran (g)
38. Avenue des Cottages (d)
39. Rue Mireille (g)
40. Rue du Saint-Gervais (g)
41. Rue du Gers (d)
42. Rue Jean-Paul-Laurens (d)
43. Chemin Mal-Clabel (g)
44. Rue Hélène-Boucher (d)
45. Rue Édouard-Lartet (g)
46. Allée Consuelo-de-Saint-Exupéry (d)
47. Rue de Peyresourde (d)
48. Rue de l'Yser (g)
49. Rue de Fontenelle (d)
50. Rue de l'Aude (g)
51. Rue Engalières (d)
52. Rue Pierre-Lauzeral (d)
53. Rue de l'Ariège (g)
54. Chemin Mal-Clabel (g)
55. Rue de Tahiti (d)
56. Impasse Dargassis (g)
57. Place de l'Ormeau (g)
58. Rue Raymond-Corraze (g)
59. Avenue Antoine-de-Saint-Exupéry (d)
60. Route de Revel (g)

### Transports

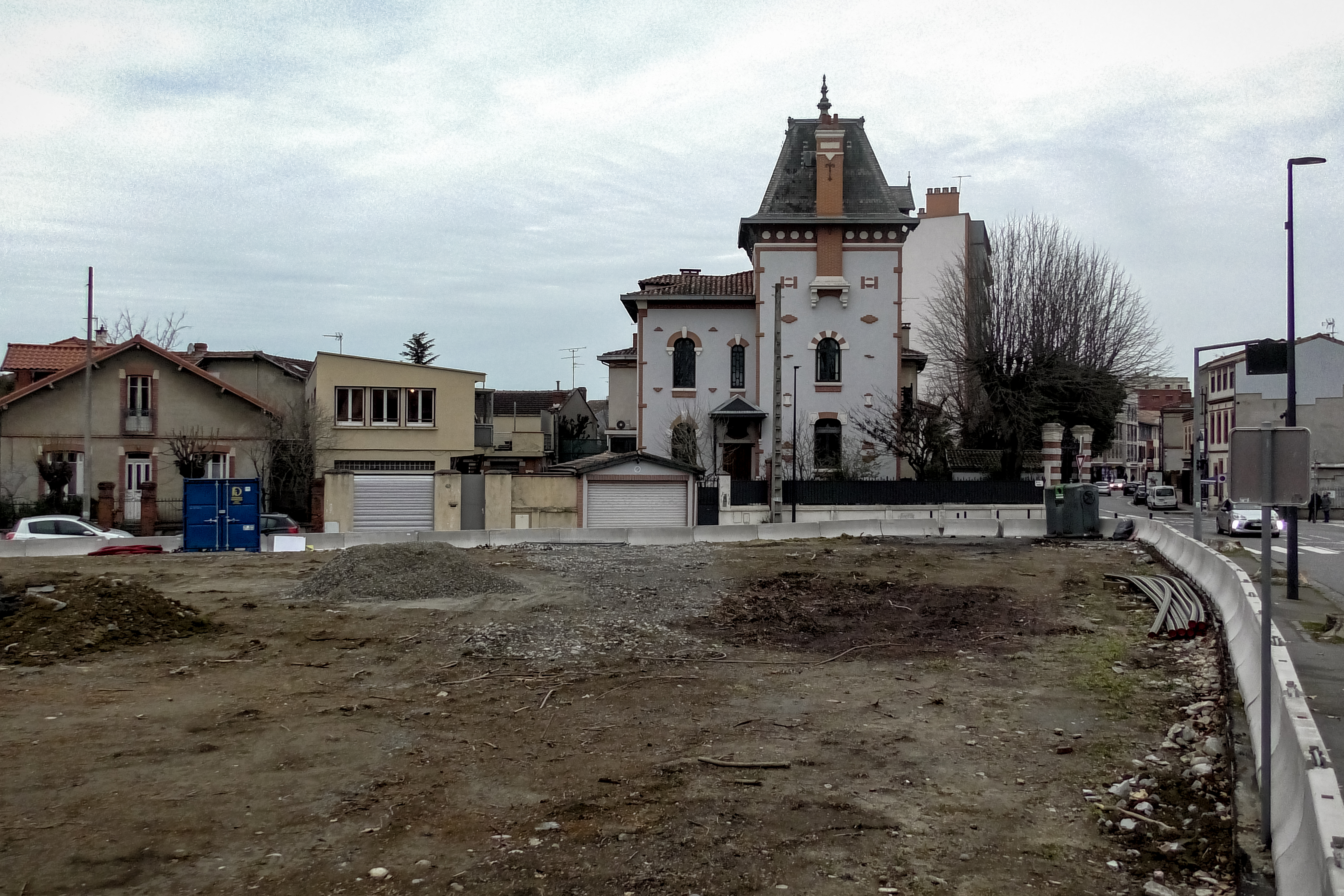
Travaux de la station Côte-Pavée en 2023.

L'avenue Jean-Rieux est parcourue et desservie sur presque toute sa longueur, entre le port Saint-Étienne et la rue Édouard-Lartet, par la ligne de Linéo L8 et, entre le boulevard Deltour et la rue Édouard-Lartet, par la ligne de bus 51. Si elles s'écartent de l'avenue Jean-Rieux pour emprunter le chemin Mal-Clabel, elles empruntent à nouveau l'avenue entre la rue Raymond-Corraze et la rue de Tahiti. Du côté du port Saint-Étienne et du port Saint-Sauveur se trouvent également les arrêts de la ligne de Linéo L1 et de bus 27.
L'avenue Jean-Rieux reste en revanche relativement éloignée des stations de métro. La construction de la ligne  permettra l'ouverture de plusieurs stations qui desserviront l'avenue : la station Ormeau, sur la place du même nom, et la station Côte-Pavée, au carrefour de la rue Pradal.
Enfin, il existe plusieurs stations de vélos en libre-service VélôToulouse le long de l'avenue Jean-Rieux ou à proximité : les stations no 195 (15 rue Pierre-Larousse), no 199 (4 boulevard Deltour), no 201 (256 avenue Antoine-de-Saint-Exupéry), no 205 (58 avenue des Cottages), no 206 (20 avenue Armand-Leygue) et no 344 (58 avenue Jean-Rieux).

## Odonymie

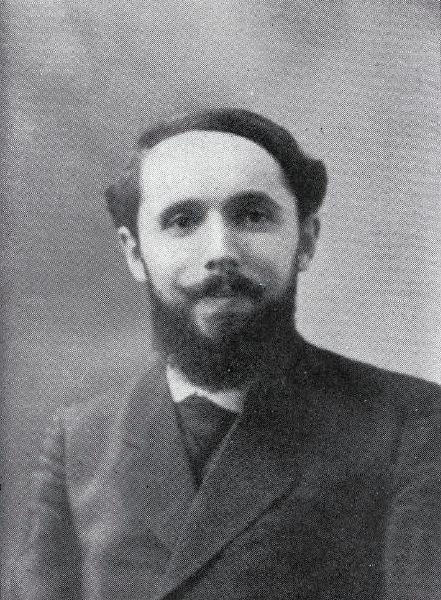
Portrait de Jean Rieux en 1918 (Le Cri de Toulouse, bibliothèque municipale).

L'avenue porte le nom de Jean Rieux (1878-1933). Engagé dans sa jeunesse dans le socialisme guesdiste, il adhère au Parti ouvrier français en 1899, qui rejoint en 1905 le Parti socialiste français de Jean Jaurès pour former la Section française de l'Internationale ouvrière (SFIO). À partir de 1905, il est régulièrement élu au conseil municipal de Toulouse. Il est maire de Toulouse entre 1908 et 1910, puis entre 1912 et 1919, où il est battu par son adversaire, Paul Feuga. À partir de 1925, il devient l'adjoint du nouveau maire socialiste, Étienne Billières, avant de renoncer à toute fonction en 1931.
Les premières mentions, au XVIIe siècle, désignent l'avenue comme le chemin-haut de Montaudran, puisqu'il menait de la porte Saint-Étienne (emplacement de l'actuel no 64-66 rue de Metz) au village de Montaudran. Le qualificatif de haut lui vient de ce qu'il passait par les hauteurs de la butte du Calvinet, par opposition au chemin-bas qui, depuis la porte du Château (emplacement de l'actuel no 1 place du Parlement), menait à Montaudran en passant au pied de la butte (actuelles rue Alfred-Duméril, allée des Demoiselles et avenue Antoine-de-Saint-Exupéry). En 1794, pendant la Révolution française, on donna à la première partie de l'avenue le nom de rue de la Complaisance, mais il ne subsista pas. C'est en 1860 que s'imposa le nom de chemin de la Côte-Pavée, qui lui était populairement donné depuis le XVIIIe siècle. Finalement, en 1947, la municipalité de Raymond Badiou décida d'attribuer le nom de Jean Rieux à l'avenue.

## Patrimoine et lieux d'intérêt

### Caserne Courrège
En 1938, la moitié du domaine de Courrège, entre l'avenue Jean-Rieux (actuel no 202) et l'avenue Antoine-de-Saint-Exupéry (actuel no 101), est acquise par l'État pour l'aménagement d'une caserne de gendarmerie destinée à abriter la Garde républicaine mobile, mais la Seconde Guerre mondiale en retarde la construction. Les travaux sont finalement menés entre 1953 et 1964, sur les plans du chef de bataillon Champagne, directeur de travaux du Génie de Toulouse, et des architectes Gérard et Verrey. Deux bâtiments, construits entre 1953 et 1954 sur l'avenue Jean-Rieux et la rue Jean-Martin-Charcot, servent d'atelier pour le stockage et l'entretien des véhicules. Les bâtiments destinés aux logements sont construits progressivement en trois phases, entre 1954 et 1963. Ce sont neuf barres d'immeubles, qui comptent 70 logements. Les villas des officiers supérieurs – le général commandant la gendarmerie de la 5e région militaire, et les deux colonels commandant la 5e légion et la 5e légion de gendarmerie mobile – sont finalement construites entre 1963 et 1964.

### Couvent Notre-Dame du Mont Carmel
En 1858, les capucins font construire un nouveau couvent dans le quartier de Guilheméry (actuel no 33). La chapelle conventuelle, dédiée à saint Louis, est construite sur les plans de l'architecte Henry Bach et consacrée en 1861. En 1935, le corps du père Marie-Antoine est transférée du cimetière de Terre-Cabade dans une des chapelles de l'église. Le couvent est acquis par la communauté des Carmes en 1999 et la chapelle placée sous l'invocation de Notre-Dame du Mont-Carmel,.
La chapelle du Carmel présente une façade de style néo-roman inspiré des basiliques italiennes, telle la basilique Saint-Zénon de Vérone. Elle est divisée en trois parties, qui rappellent la répartition intérieure : la nef centrale, plus élevée, et les bas-côtés correspondant aux chapelles latérales. Le portail est voûté en berceau et possède au tympan une sculpture figurant le blason de l'ordre des capucins : les bras croisés de Jésus et de François d'Assise, sortant d'un nuage, présentent leurs stigmates. À l'intérieur, la chapelle possède une nef unique de cinq travées, cantonnée de chapelles latérales. Le chevet est plat. Elle est voûtée d'arêtes et éclairée par des fenêtres hautes. Elle est flanquée d'un petit clocher polygonal latéral.
Les bâtiments conventuels s'organisent au sud de la chapelle conventuelle. Ils se composent de trois corps de bâtiment, qui entourent un jardin central.

### Immeubles et maisons
- no 21 : maison (premier quart du XXe siècle)[8].
- no 44 : maison (deuxième moitié du XIXe siècle)[9].

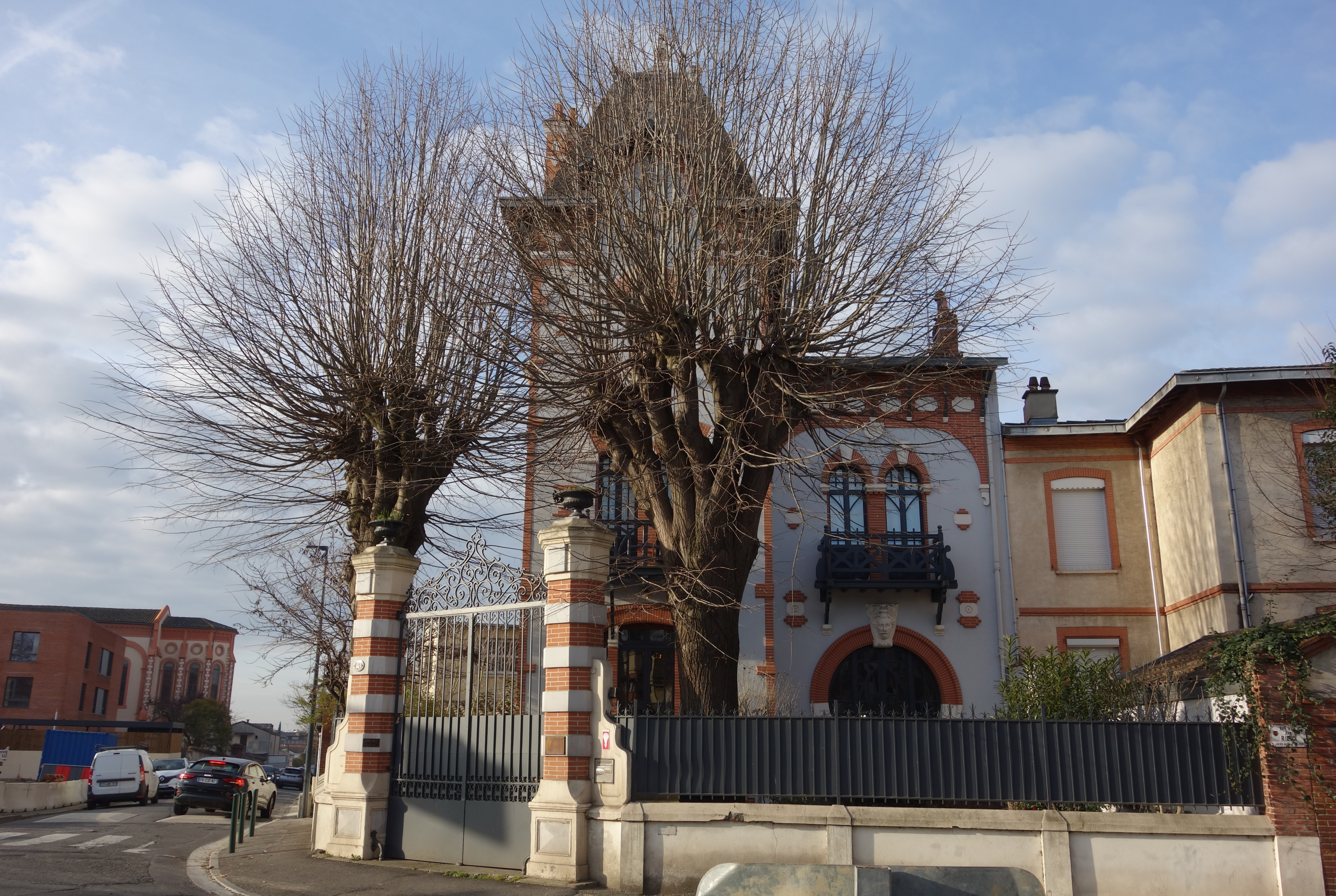
no 120 : maison Le Mesnil.

- no 120 : maison Le Mesnil. 
La maison, représentative de l'Art nouveau, est construite en 1910 par l'architecte Eugène Laforgue, à l'angle de la rue Pradal. Elle est entourée d'un jardin auquel on accède par un portail à l'angle. Elle est constituée de plusieurs corps de bâtiments disposés en L, dans un jeu d'asymétrie. Les façades sont animées par la polychromie de l'enduit blanc qui couvre les murs et de la brique utilisée pour les embrasures, les chaînages d'angle et les éléments de décor. 
Le corps de bâtiment gauche forme un avant-corps, qui s'élève sur cinq niveaux : un sous-sol, un rez-de-chaussée surélevé, deux étages et un niveau de comble. Un escalier en pierre de sept marches mène à la porte, couverte par un arc segmentaire et encadrée de deux fenêtres étroites. Le 1er étage est percé de deux fenêtres réunies sous le même arc segmentaire et par un balcon en menuiserie ornés de motifs géométriques. Le 2e étage est percé d'une fenêtre plus simple en plein cintre. Le niveau de comble est couvert d'un toit brisé à pavillon en ardoise, soutenu par des aisseliers. 
Le corps de bâtiment à droite compte un étage de moins. Le rez-de-chaussée est éclairé par une grande fenêtre semi-circulaire en forme d'arc outrepassé, qui a conservé sa menuiserie. L'agrafe en pierre porte une tête d'homme. Le 1er étage est percé de deux fenêtres par un balcon en menuiserie ornés de motifs géométriques. Le niveau de comble est également couvert d'un toit en ardoise soutenu par des aisseliers[10],[11].

- no 127 : cité de la Régie du Gaz. 
La cité de la Régie du Gaz est réalisée à partir de 1949 pour le compte de l'office municipal HLM de Toulouse, afin de loger les employés de la régie municipal du Gaz. Il s'agit de la première collaboration de Pierre Viatgé, nommé adjoint de l'architecte départemental en 1948, et de Fabien Castaing, jeune architecte diplômé de l'école d'architecture de Toulouse[12], ainsi que du premier ensemble de logements sociaux réalisé à Toulouse après la Seconde Guerre mondiale. Les six pavillons totalisent 34 logements. Ils s'élèvent au cœur d'une vaste parcelle arborée entre l'avenue Jean-Rieux et la rue de Limayrac. L'édicule à l'entrée de la cité est orné d'un bas-relief du sculpteur Robert Pagès figurant une mère et ses enfants[13],[14].

- no 169-181 : lycée privé Sainte-Marie des Champs.
- no 184 : villa Mailhes 
La villa est construite en 1930 dans un style classique. Puis rénové en 2012. Elle se situe en face de la fin du lycée St Marie des Champs et au croisement de l'avenue avec la Rue Jean-Martin-Charcot. Elle est aujourd'hui la propriété de la famille Mailhes.

- no 239 : villa Gardinal. 
La villa est construite en 1956 pour la famille Gardinal, sur les plans de l'architecte Pierre Lafitte. La composition des façades sur l'avenue, l'utilisation des pilotis et le toit-terrasse sont caractéristiques du mouvement moderne et de l'influence de Le Corbusier. Au rez-de-chaussée, l'espace évidé est supporté par les pilotis. Il permet de distribuer la buanderie, le garage et une chambre. L'escalier monte au 1er étage, où le hall mène au séjour, qui s'ouvre sur un balcon au sud, vers les Pyrénées. Une porte dérobée distribue une chambre et la salle de bains. La façade nord, côté jardin, est remarquable pour sa courbure. Il est percé de quatre petites fenêtres qui éclairent l'escalier intérieur balancé à deux volées[15].

## Personnalité
- Philippe Struxiano (1891-1956) : joueur de rugby à XV, capitaine de l'équipe de France, vainqueur de France-Galles en 1920, joueur et capitaine du Stade toulousain, il joua un rôle important dans le développement du sport à Toulouse. Il mourut à son domicile (actuel no 1)[16].